# 9e cérémonie des Gérard de la télévision
Les Gérard de la télévision 2014 est la neuvième édition des Gérard de la télévision, une cérémonie parodique qui récompense chaque année les « pires » produits et personnalités du paysage audiovisuel français.
Les nommés ont été connus le 24 décembre 2014 et les lauréats l'ont été le 19 janvier 2015 lors d'une cérémonie au Théâtre Daunou à Paris, diffusée en direct sur la chaîne Paris Première.

## Palmarès et nominations

### Gérard du titre d'émission qui définit sans doute le mieux la sexualité de son animateur
- Nikos Aliagas, dans 50 mn inside (TF1)
  - Jean-Luc Reichmann dans Les 12 coups de midi (TF1)
  - Harry Roselmack dans Sept à huit (TF1)
  - Frédéric Lopez dans Rendez-vous en terre inconnue (France 2)
  - Xavier de Moulins dans 66 minutes (M6)
  - Michel Drucker dans Vivement dimanche (France 2)
  - Frédéric Taddéï dans Ce soir (ou jamais !) (France 2)

### Gérard de l'émission qui est comme ta femme après quinze ans de mariage, tu la regardes plus, mais le soir, t'es content qu'elle soit là
- Envoyé spécial (France 2)
  - Le 19/20 (France 3)
  - Capital (M6)
  - Zone interdite (M6)
  - Thalassa (France 3)

### Gérard de l'animateur qui a tellement réussi à squatter les programmes de sa chaîne qu'il va devenir encore plus difficile à déloger que l'État islamique en Syrie
- Cyril Hanouna, 22 heures par jour (D8)
  - Nikos Aliagas dans The Voice, 50 mn inside, C'est Canteloup, NRJ Music Awards (TF1)
  - Cristina Cordula dans Les reines du shopping, Cousu main, Nouveau look pour une nouvelle vie, Surprise (M6)
  - Stéphane Bern dans Comment ça va bien, Secrets d'histoire, C'est votre vie, Le village préféré des Français, Le monument préféré des Français, Le jardin préféré des Français (France 2)

### Gérard de l'émission qui fait les poubelles deCloser, BFMTV et même NRJ 12 pour faire de l'audience, mais qui se la joue branchée haut de gamme parce qu'elle est sponsorisée par Chanel et que son animateur est habillé en Dior Homme. Bref, Gérard de l'émission deCanal+
- Le Grand journal, avec Antoine de Caunes
  - Le Before du Grand Journal, avec Thomas Thouroude
  - L'Édition spéciale, avec Ali Baddou

### Gérard du paradoxe
- Alessandra Sublet, pour « Elle présente un magazine culturel », dans Un soir à la Tour Eiffel (France 2)
  - Christophe Hondelatte, pour « Il demande à ses invités de se calmer », dans Hondelatte direct (BFM TV)
  - Cathy Guetta, pour « Elle juge des musiciens », dans Rising Star (M6)
  - William Leymergie, pour « Il essaye d'insuffler de la bonne humeur, une ambiance détendue et un sentiment de camaraderie », dans Télématin (France 2)

### Gérard de l'émission où toutes les enquêtes sont confiées auSRPJde Versailles
- Enquête d'action (W9)
  - Au cœur de l'enquête (D8)
  - 90' Enquêtes (TMC)
  - En quête d'actualité (D8)
  - Enquête exclusive (M6)

### Gérard de l'émission qui montre une telle image des jeunes que quand tu l'as vue une fois, tu reprends direct la pilule. Et deux capotes.
- Les Ch'tis dans la Jet Set (W9)
  - Les Marseillais à Rio (W9)
  - Les Anges de la Télé-Réalité (NRJ 12)
  - Secret Story (TF1)
  - Tellement vrai (NRJ 12)

### Gérard de l'animatrice qui n'a visiblement pas couché pour réussir
- Natacha Polony, dans Le Grand journal (Canal+)
  - Patricia Loison, dans Le Grand Soir 3 (France 3)
  - Roselyne Bachelot, dans Le Grand 8 (D8)
  - Daphné Bürki, dans Le Tube (Canal+)

### Gérard de l'animateur qui a visiblement dû réussir pour coucher
- Cyril Hanouna, dans Touche pas à mon poste ! (D8)
  - Stéphane Bern, dans Comment ça va bien (France 2)
  - Laurent Ruquier, dans On n'est pas couché (France 2)
  - Yves Calvi, dans C dans l'air (France 5)

### Gérard de l'émission où on a beau chercher, les stars, bah elles sont que dans le titre
- Danse avec les stars (TF1)
  - Rising Star (M6)
  - Nouvelle Star (D8)

### Gérard de l'animateur qui devrait maintenant arrêter de faire ses teintures en douce dans un petit salon de province
- Jean-Pierre Foucault, et son Régé Color nuance châtaigne craquante
  - Laurent Delahousse, et son mèche et balayage Schwarzkopf blond californien perlescent
  - Guillaume Durand, et son Tie and dye Préférence L'Oréal reflets auburn sensationnel
  - Thierry Ardisson, et son Expresso sensuel et chocolat radieux no 6

### Gérard de la grosse descente
- Estelle Denis, de 100% Mag sur M6 à Splash : Le Grand Plongeon sur TF1 au tirage du Loto sur TF1
  - Alexandre Devoise, de Nulle part ailleurs sur Canal+ au Téléshopping sur TF1
  - Guillaume Durand, de Nulle part ailleurs sur Canal+ à 200 millions de critiques sur TV5 Monde
  - Christophe Dechavanne, de Ciel mon mardi sur TF1 à Drôles d'animaux sur TMC

### Gérard de l'émission deFrance 5qui s'appelle C
- C à dire
  - C politique
  - C à vous
  - C dans l'air

### Gérard de l'animateur que tu pourrais pas expliquer à tes gosses
- Jean-Marc Morandini, pour « Mais non mon loulou, ce n'est pas l'âne Trotro. Par contre oui, ce sont ses dents »
  - Éric Zemmour, pour « Non mon trésor, ce n'est pas Gargamel »
  - Roselyne Bachelot, pour « Non, ça chéri, ce n'est pas Shrek »
  - Patricia Loison, pour « Non ma puce, elle n'est pas la chef des lémuriens dans Madagascar »
  - Alessandra Sublet, pour « Non mon roudoudou, elle répète trois fois la même chose mais ce n'est pas Dora l'exploratrice »
  - Aymeric Caron, pour « Non mon petit cœur, il est végétarien et il mange des carottes mais ce n'est pas Lapin crétin »

### Gérard de l'animateur qui est allé travailler sur la TNT parce que tu vois, dans un paysage en pleine mutation, la TNT c'est la télé 3.0 de demain, c'est à la fois numérique et terrestre... Et surtout parce que ça repousse à après-demain le chômage
- Benjamin Castaldi (D8)
  - Christophe Dechavanne (TMC)
  - Julien Courbet (D8)
  - Laurence Ferrari (D8)
  - Carole Rousseau (TMC)

### Gérard de l'animatrice qui avait toutes les qualités pour vendre du poisson à la criée, mais qui a préféré vendre de la soupe à la télé
- Enora Malagré, dans Touche pas à mon poste ! (D8)
  - Faustine Bollaert, dans Rising star (M6)
  - Alessandra Sublet, dans Un soir à la Tour Eiffel (France 2)
  - Daphné Bürki, dans Le Tube (Canal+)
  - Daniela Lumbroso, dans La fête de la chanson française (France 2)

### Gérard du Delahousse
- Laurent Delahousse (France 2)
  - Vincent Cerutti (TF1)
  - Nikos Aliagas (TF1)
  - Harry Roselmack (TF1)
  - Xavier de Moulins (M6)

### Gérard de l'animatrice à qui tu dirais pas non pour un petit châtiment sexuel
- Natacha Polony (Canal+)
  - Marie Drucker (France 2)
  - Léa Salamé (France 2)
  - Anne-Sophie Lapix (France 5)

### Gérard de l'émission où t'es sûr de pas tomber sur Éric Zemmour en promo
- Islam - Les chemins de la foi (France 2)
  - Les reines du shopping (M6)
  - Toutes les émissions de France Ô

### Gérard de l'accident industriel
- Rising Star, avec Faustine Bollaert et Guillaume Pley (M6)
  - The Best, le meilleur artiste, avec Estelle Denis (TF1)
  - Y'a que les imbéciles qui ne changent pas d'avis, avec Valérie Damidot (M6)
  - L'Émission pour tous, avec Laurent Ruquier (France 2)
  - The Cover, avec Cyril Hanouna (D8)
  - Face à la bande, avec Jérémy Michalak (France 2)

### Gérard de l'émission avec des sans-dents
- Confessions intimes (NT1)
  - SOS ma famille a besoin d'aide (NRJ 12)
  - Tous ensemble (TF1)
  - Toute une histoire (France 2)
  - L'amour est dans le pré (M6)

### Gérard de l'animatrice
- Enora Malagré, dans Touche pas à mon poste ! (D8)
  - Sandrine Corman, dans Must célébrités (M6)
  - Karine Ferri, dans The Voice (TF1)
  - Alessandra Sublet, dans Un soir à la Tour Eiffel (France 2)
  - Faustine Bollaert, dans Rising Star (M6)

### Gérard de l'animateur
- Cyril Hanouna, dans Touche pas à mon poste ! (D8)
  - Jérémy Michalak, dans Face à la bande (France 2)
  - Antoine de Caunes, dans Le Grand journal (Canal+)
  - Laurent Delahousse, dans Un jour, un destin (France 2)
  - Frédéric Lopez, dans Rendez-vous en terre inconnue (France 2)